# حسینیه کسنویه
حسینیهٔ کِسْنَویّه مربوط به دوره متاخر اسلامی دوره صفوی است و در یزد، خیابان انقلاب، کوچه کسنویه، کوچه عروه الوثقی واقع شده و این اثر در تاریخ ۲۲ آبان ۱۳۸۶ با شمارهٔ ثبت ۱۹۸۸۹ به‌عنوان یکی از آثار ملی ایران به ثبت رسیده‌است.
و در کنار این حسینیه یک نخل وجود دارد که هر ساله اهالی یزد به وقت عاشورا (روز کشته شدن حسین بن علی)مردم این محله نخل را همانند(تابوت)بلند کرده و به دور زمینی که در آن منطقه موجود است، مراسم نخل گردانی را اجرا می‌کنند.

## مشخصات نخل
این نخل حدود سال ۱۳۸۱ خریداری شد و حدوداً ۸متر اندازه دارد و هر ساله به وقت عاشورا از تکیه قمر بنی هاشم واقع در کوچه میرداماد، کسنویه که همان مکان خانهٔ صاحب نخل است، حرکت می‌کنند و به مکانی نخل موجود موجود است می‌روند تا مراسم نخل گردانی را شروع کنند.